# Sala Posiedzeń Sejmu

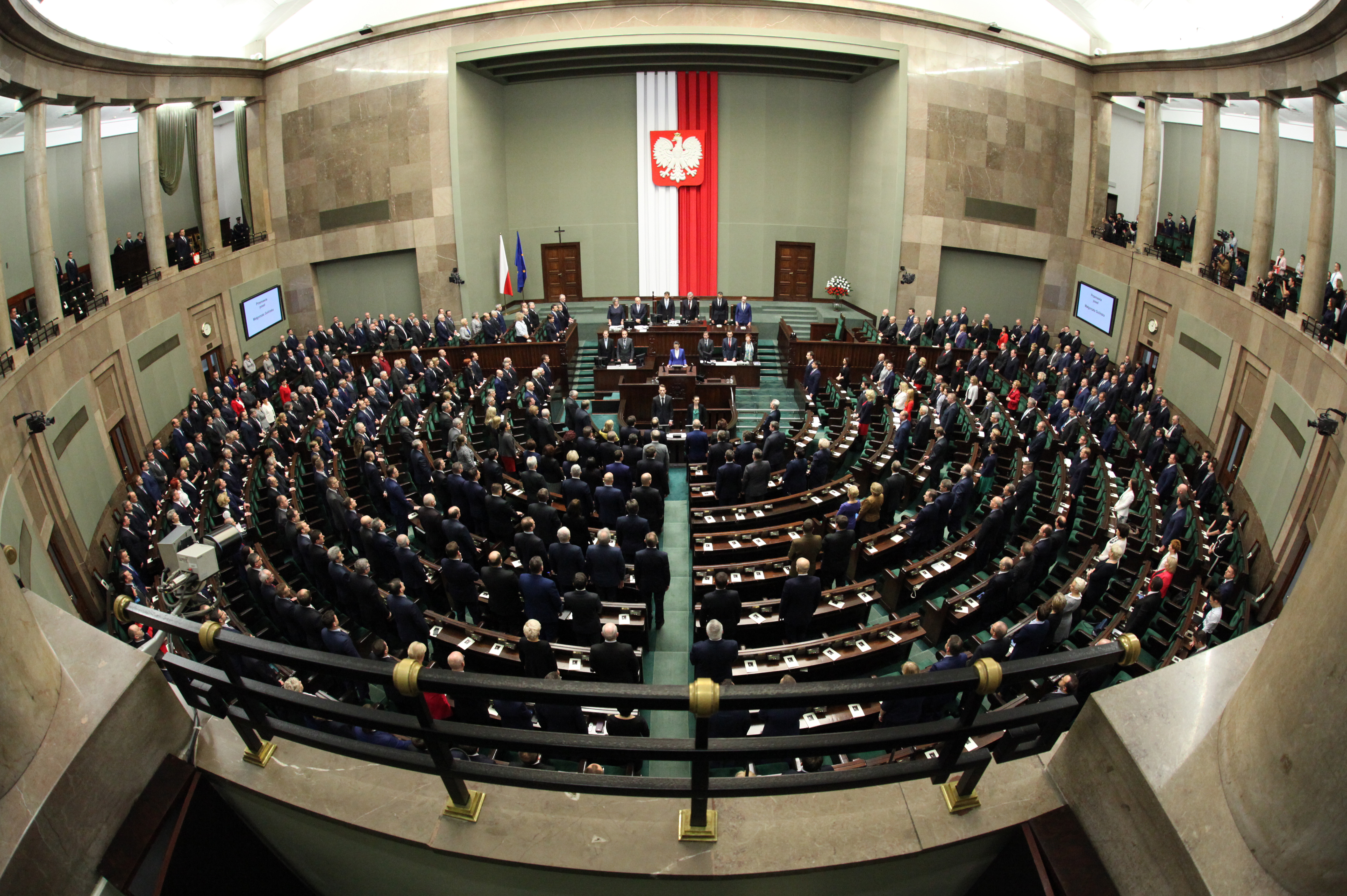
Sala Posiedzeń Sejmu, widok z galerii

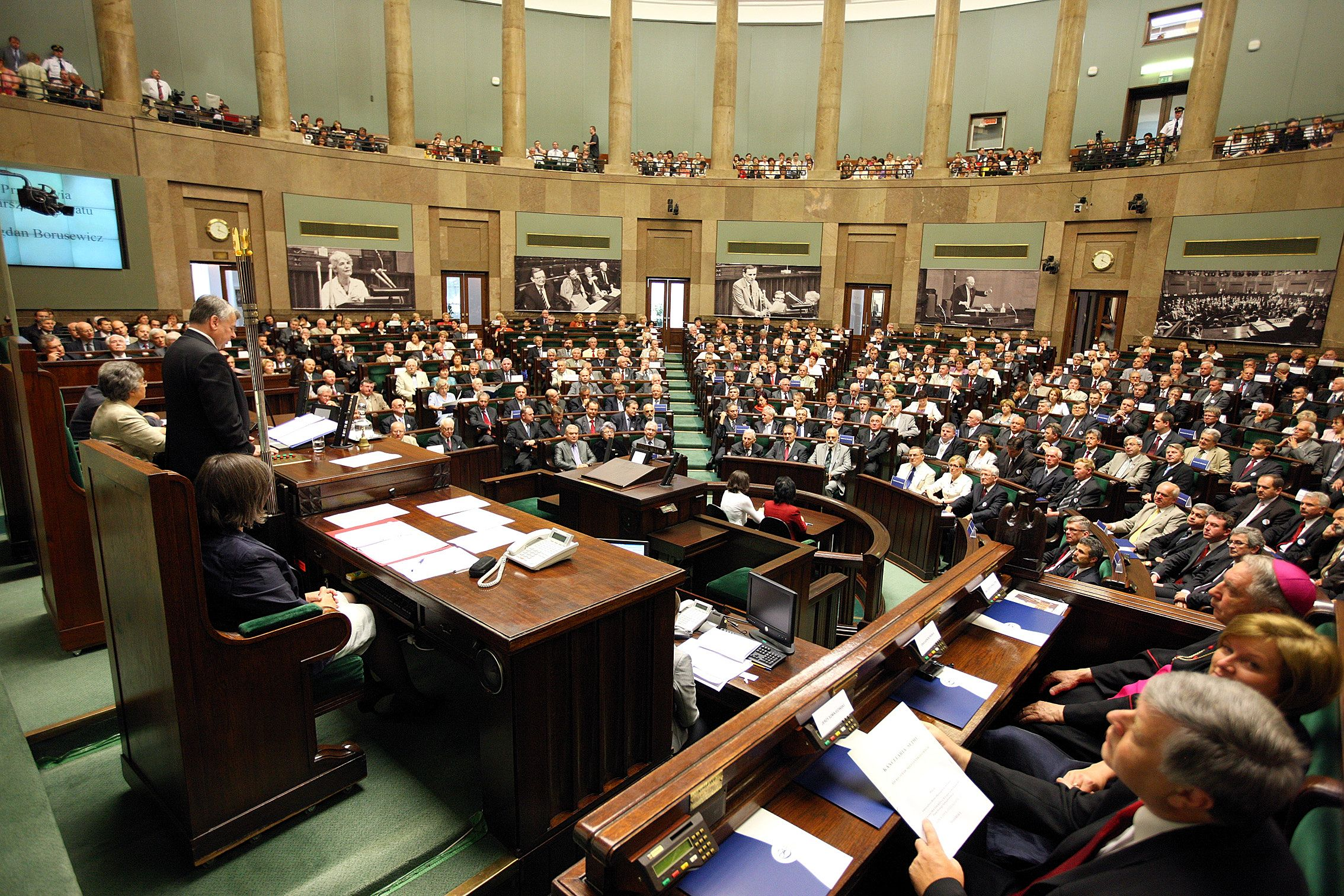
Sala Posiedzeń Sejmu widziana z ław rządowych

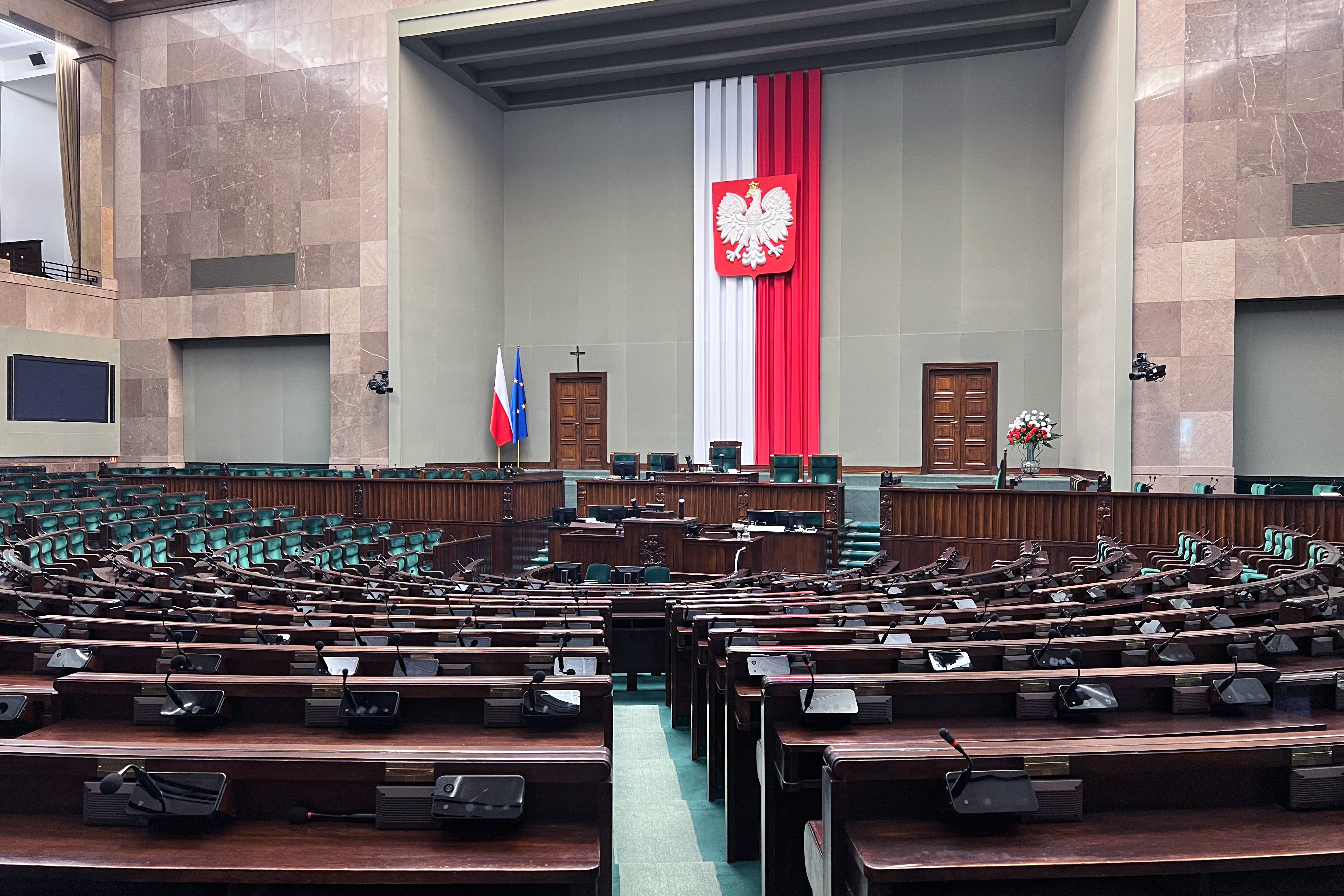
Sala Posiedzeń Sejmu widziana z ław poselskich

Sala Posiedzeń Sejmu – największa sala znajdująca się w gmachu C-D w kompleksie budynków Sejmu Rzeczypospolitej Polskiej. 
Od 1928 miejsce obrad Sejmu Rzeczypospolitej Polskiej.

## Historia
Salę zaprojektował Kazimierz Skórewicz. Budowę gmachu rozpoczęto w maju 1925, zakończono w marcu 1928. Po raz pierwszy Sejm obradował w niej 27 marca 1928.
W czasie drugiej wojny światowej uległa ona częściowemu zniszczeniu. Budynki sejmowe (w tym Salę Posiedzeń) odbudowano w latach 1946–1947. Rekonstrukcja trwała 9 miesięcy. Tu odbyło się pierwsze powojenne posiedzenie Sejmu Ustawodawczego 4 lutego 1947. W latach 1952–1989 miejsce obrad Sejmu PRL. Od tego czasu ponownie sala posiedzeń Sejmu RP.
4 lipca 1989 w Sali Posiedzeń odbyło się inauguracyjne posiedzenie Senatu I kadencji.
Od 1994 w Dzień Dziecka w sali zbierają się posłowie Sejmu Dzieci i Młodzieży.
W 1997 posłowie Akcji Wyborczej Solidarność Tomasz Wójcik i Piotr Krutul samowolnie powiesili w sali drewniany krzyż łaciński.
W 2009 salę, włącznie z mównicą, w pełni dostosowano do osób poruszających się na wózkach.

## Architektura
Po wojnie napotkano na problemy techniczne związane z odbudową pierwotnej konstrukcji dachu Sali Posiedzeń. W styczniu 1947 w jej miejscu zamontowano lekką konstrukcję lotniczą, która przetrwała do 1975. Poprawiono również akustykę sali, m.in. pod świetlikiem podwieszono szklany plafon o łamanych płaszczyznach, co miało poprawić słyszalność i spowodować rozpraszanie się światła. Ściany wewnętrzne wykonane zostały z marmuru belgijskiego. Pozostałe materiały były pochodzenia krajowego. Architekt Stefan Sienicki zaprojektował dębowe fotele, stoły i balustradę.
Dziełem Aleksandra Żurakowskiego, którego rzeźby zdobiły Salę Posiedzeń także przed wojną, jest 12 płaskorzeźb na drewnianej balustradzie oddzielającej prezydium od ław poselskich. Są to personifikacje (patrząc od lewej) Nauki, Budownictwa, Żniw, Wojska, Sprawiedliwości (Sądownictwa), Przemysłu, Rolnictwa, Sztuk Pięknych, Rybołówstwa, Leśnictwa, Nauk Technicznych i Sztuk Plastycznych. Autorstwa Żurakowskiego są również znajdujące się na balustradzie rzeźbione orły z herbami Łowicza, Legnicy, Jeleniej Góry i Warszawy (strona lewa) oraz Gniezna, Krakowa, Wrocławia i Poznania (strona prawa). Na mównicy poselskiej rzeźbiarz odtworzył – jednak z poważnymi zmianami – swoją przedwojenną płaskorzeźbę, personifikację Historii (Dziejopisarstwa) .
Ścianę zewnętrzną sali zdobi fryz złożony z osiemnastu płyt z płaskorzeźbami.

## Galeria

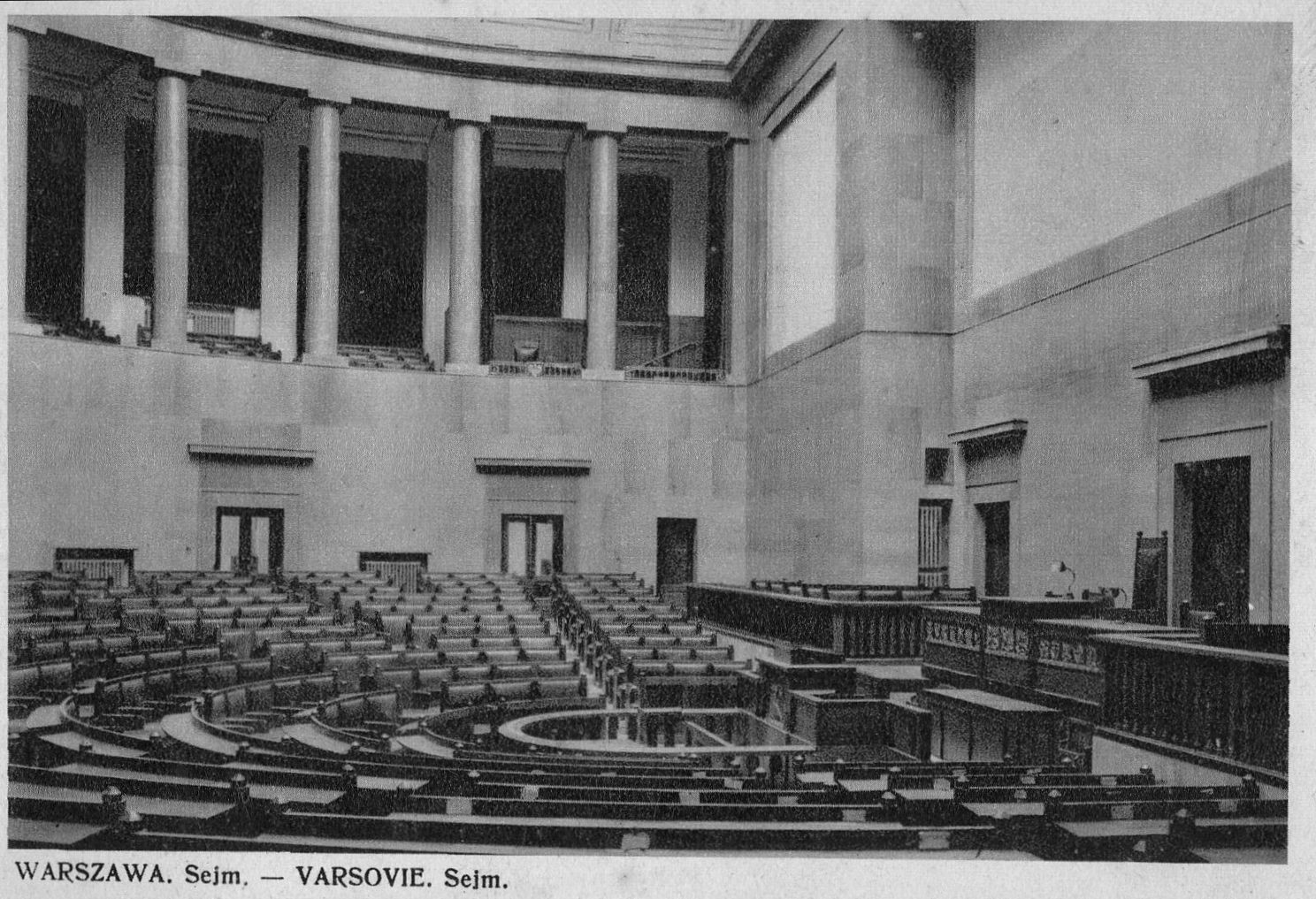
Sala w okresie międzywojennym
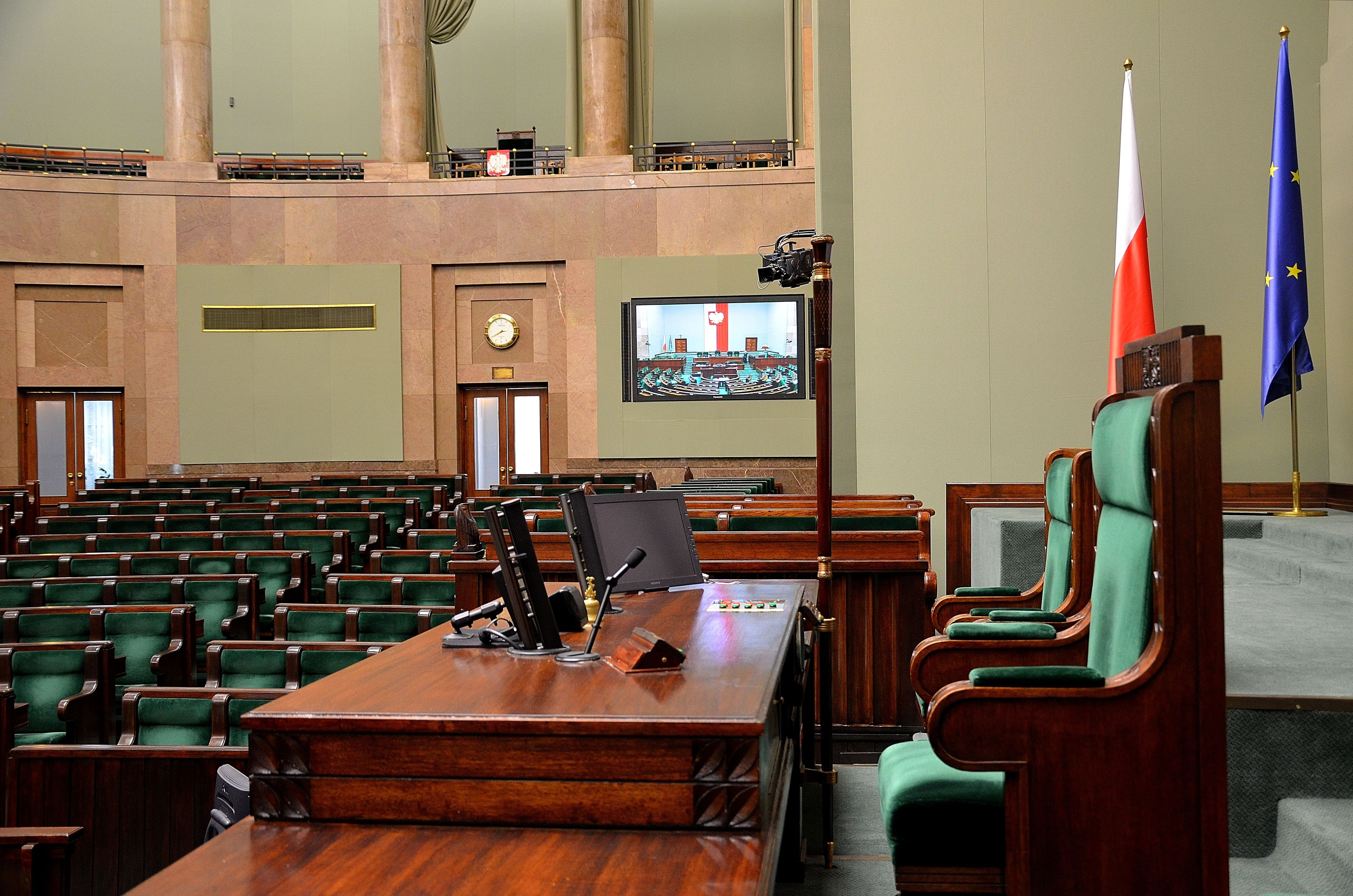
Fotel Marszałka Sejmu
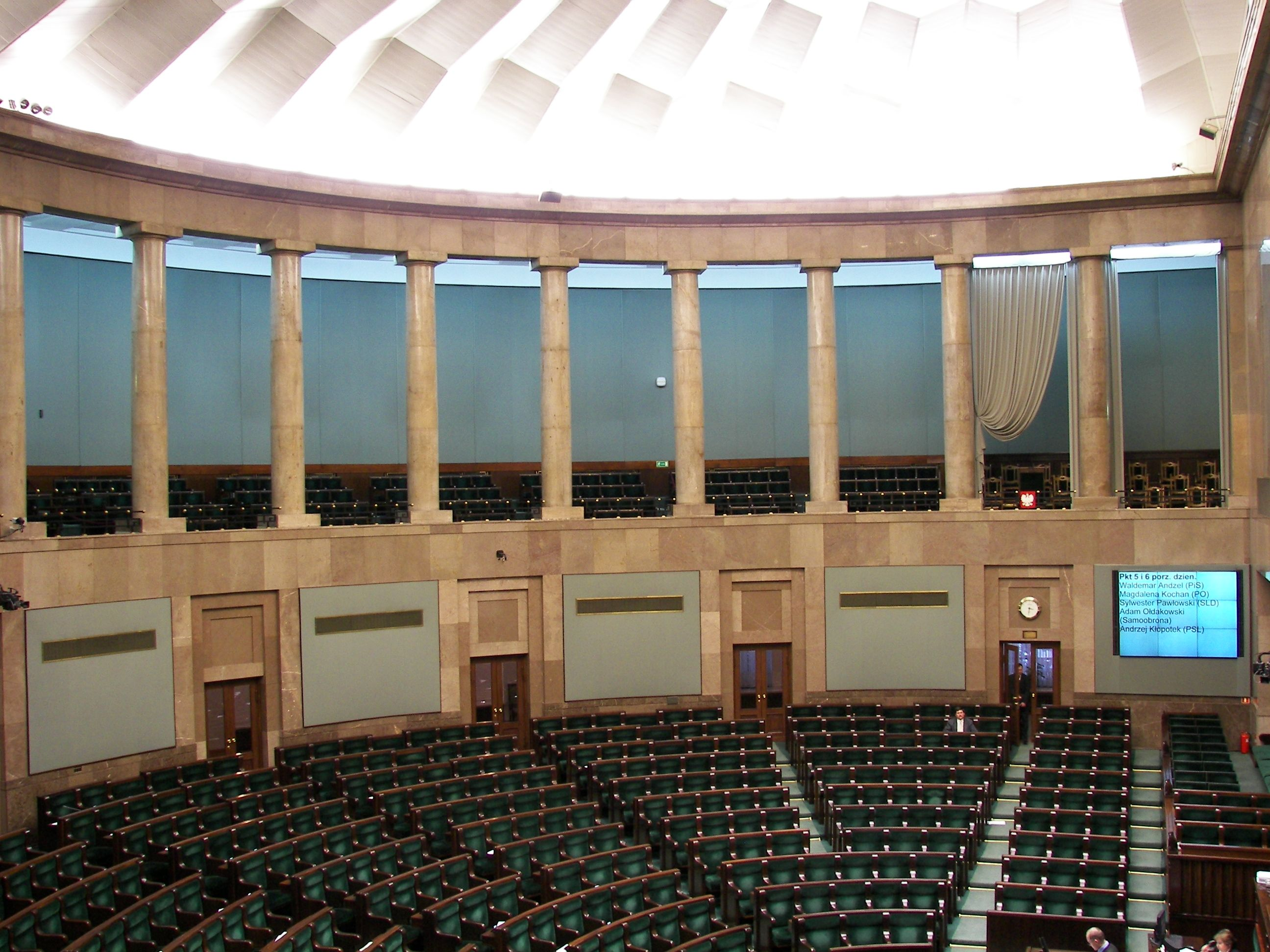
Galeria dla prasy i gości
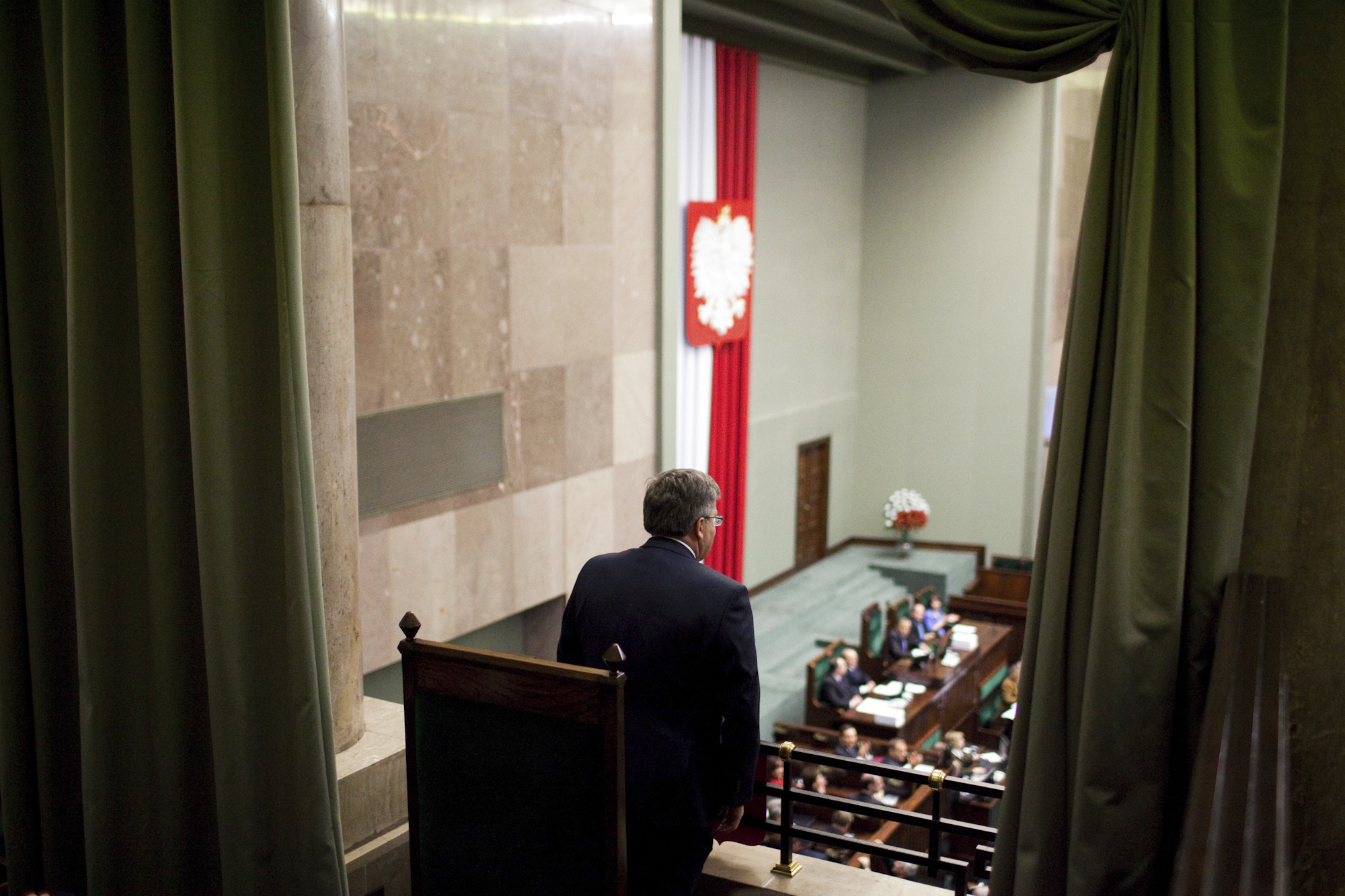
Sala Posiedzeń widziana z loży prezydenckiej
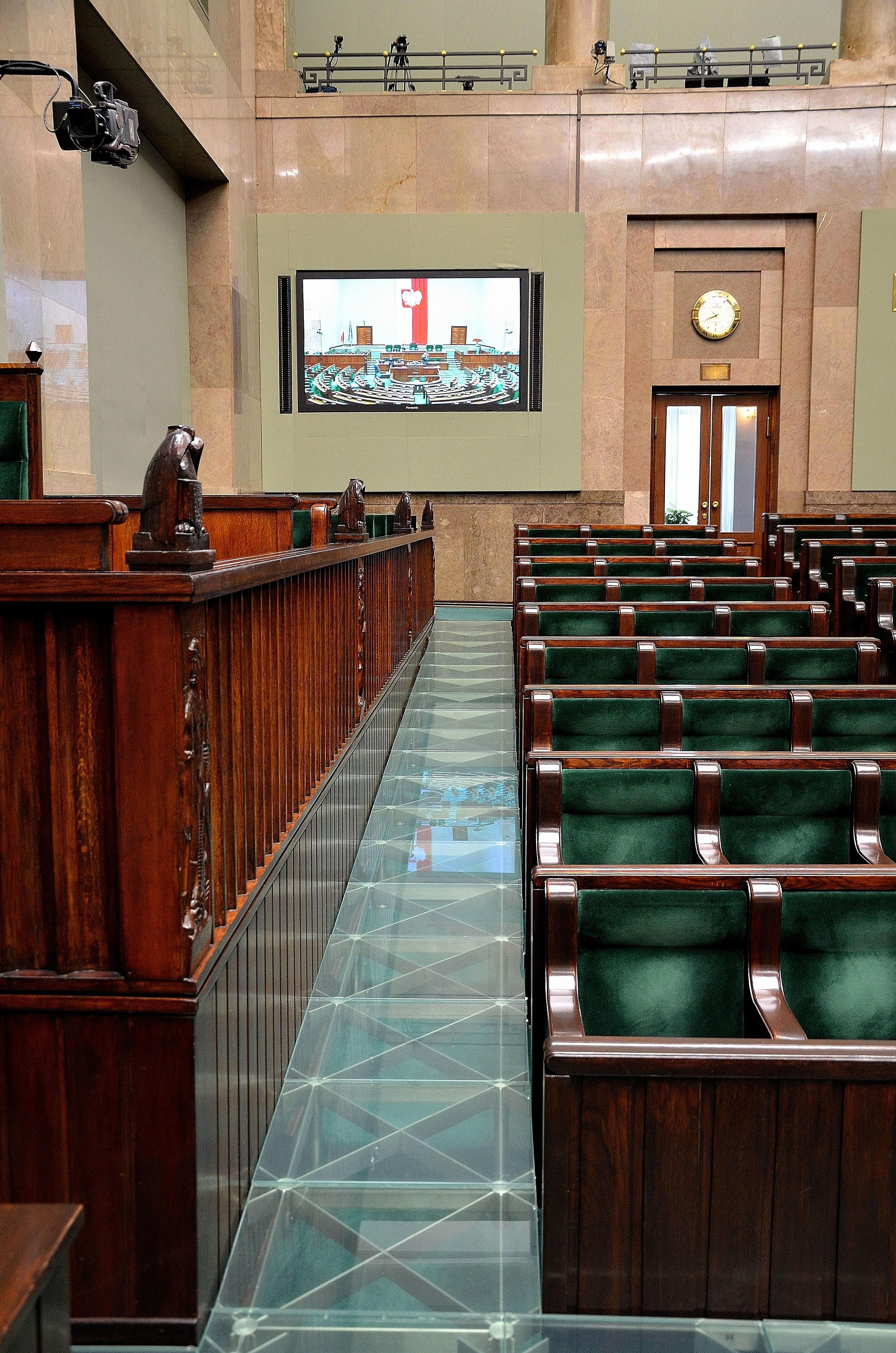
Podjazd do mównicy dla osób poruszających się na wózkach inwalidzkich
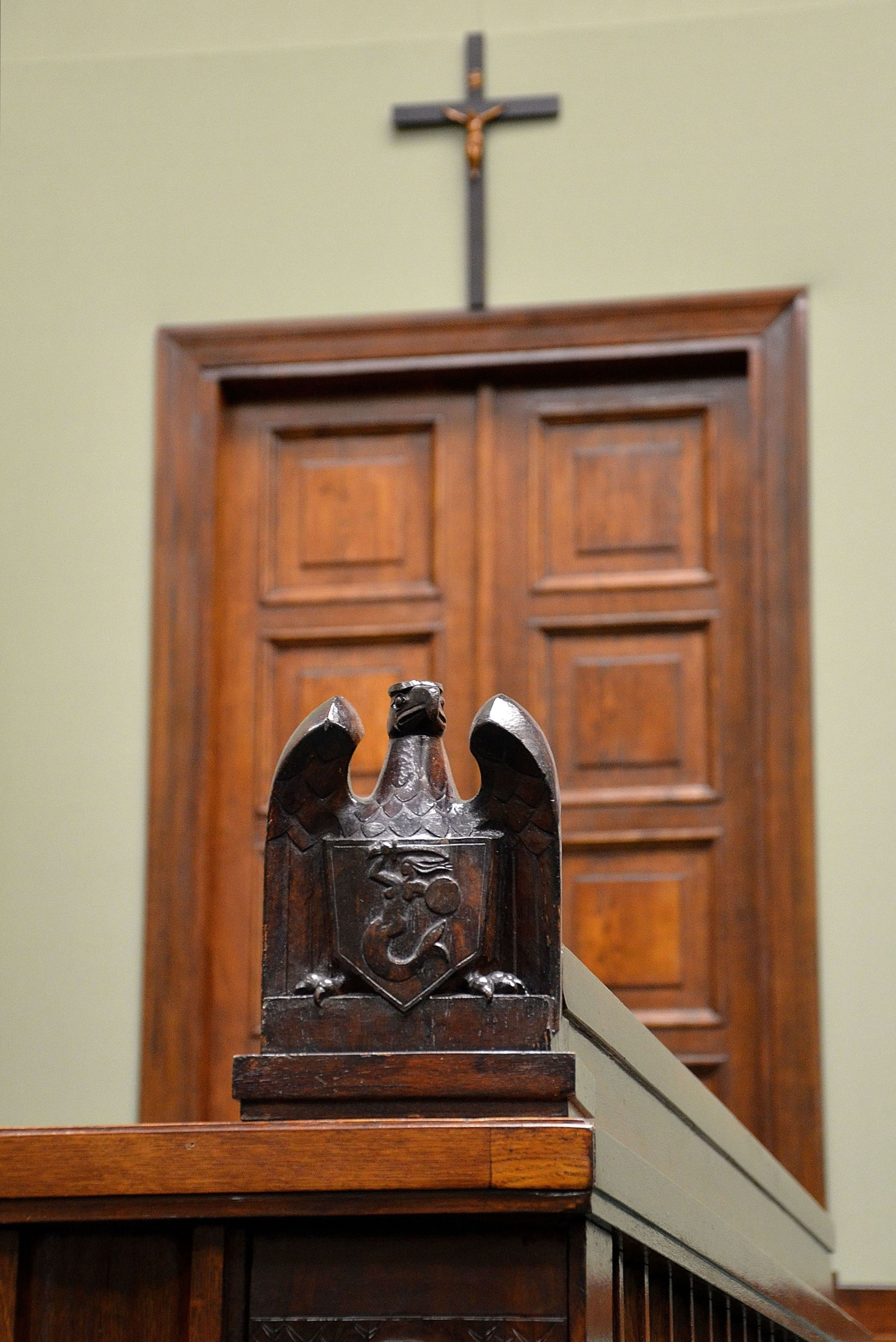
Rzeźbiony orzeł z herbem Warszawy i krzyż sejmowy
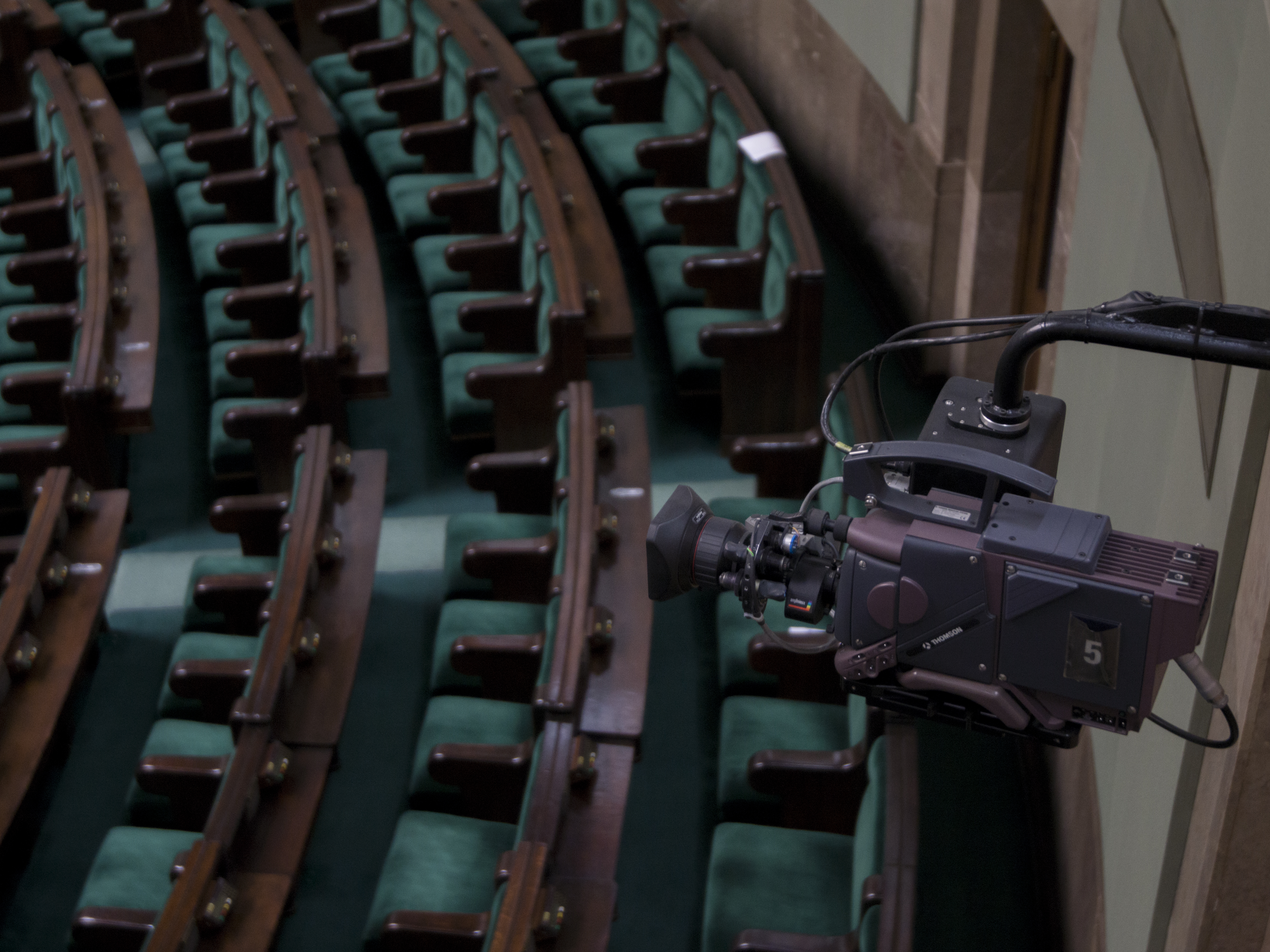
Kamera rejestrująca obrady
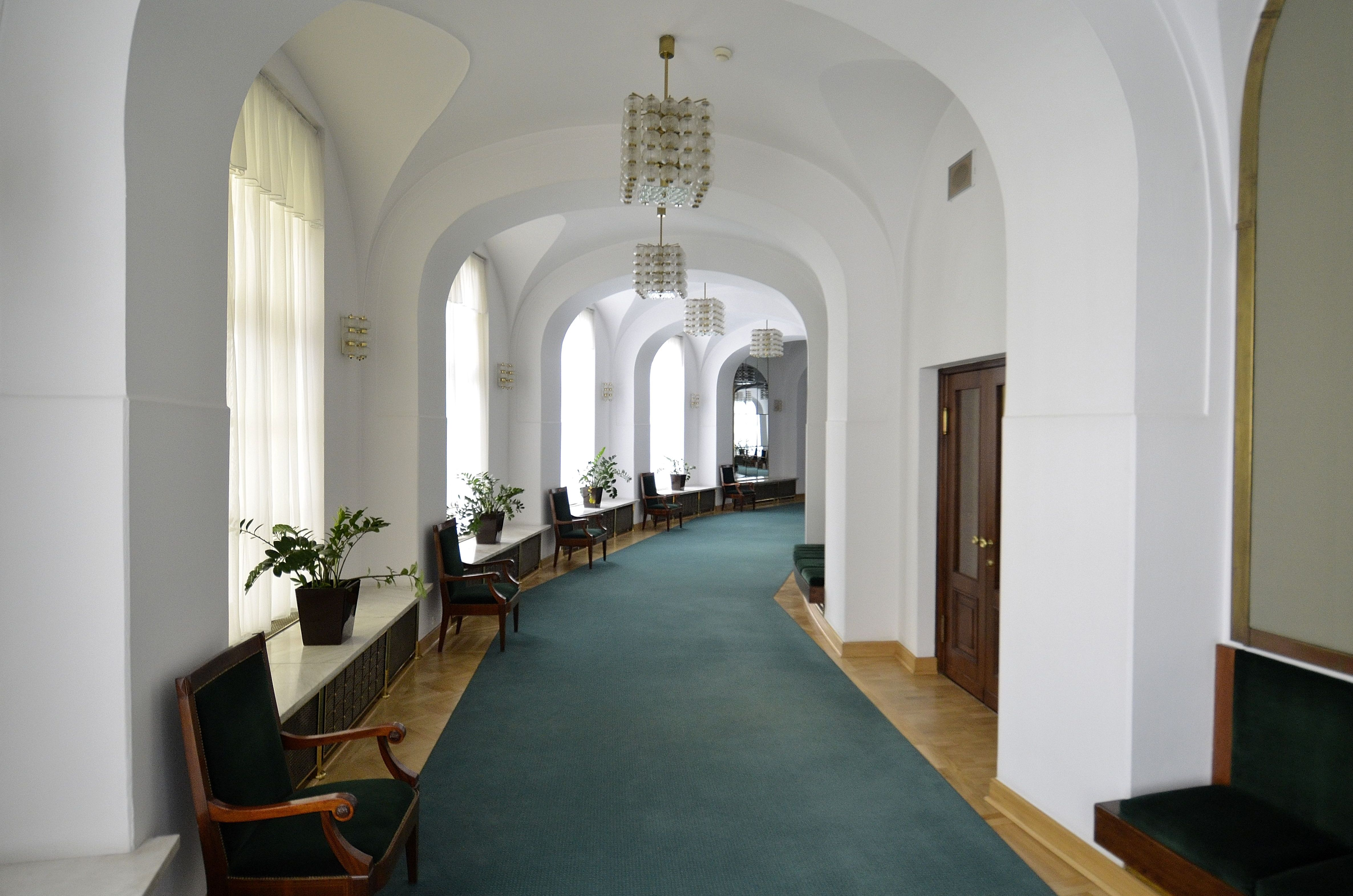
Kuluary Sali Posiedzeń
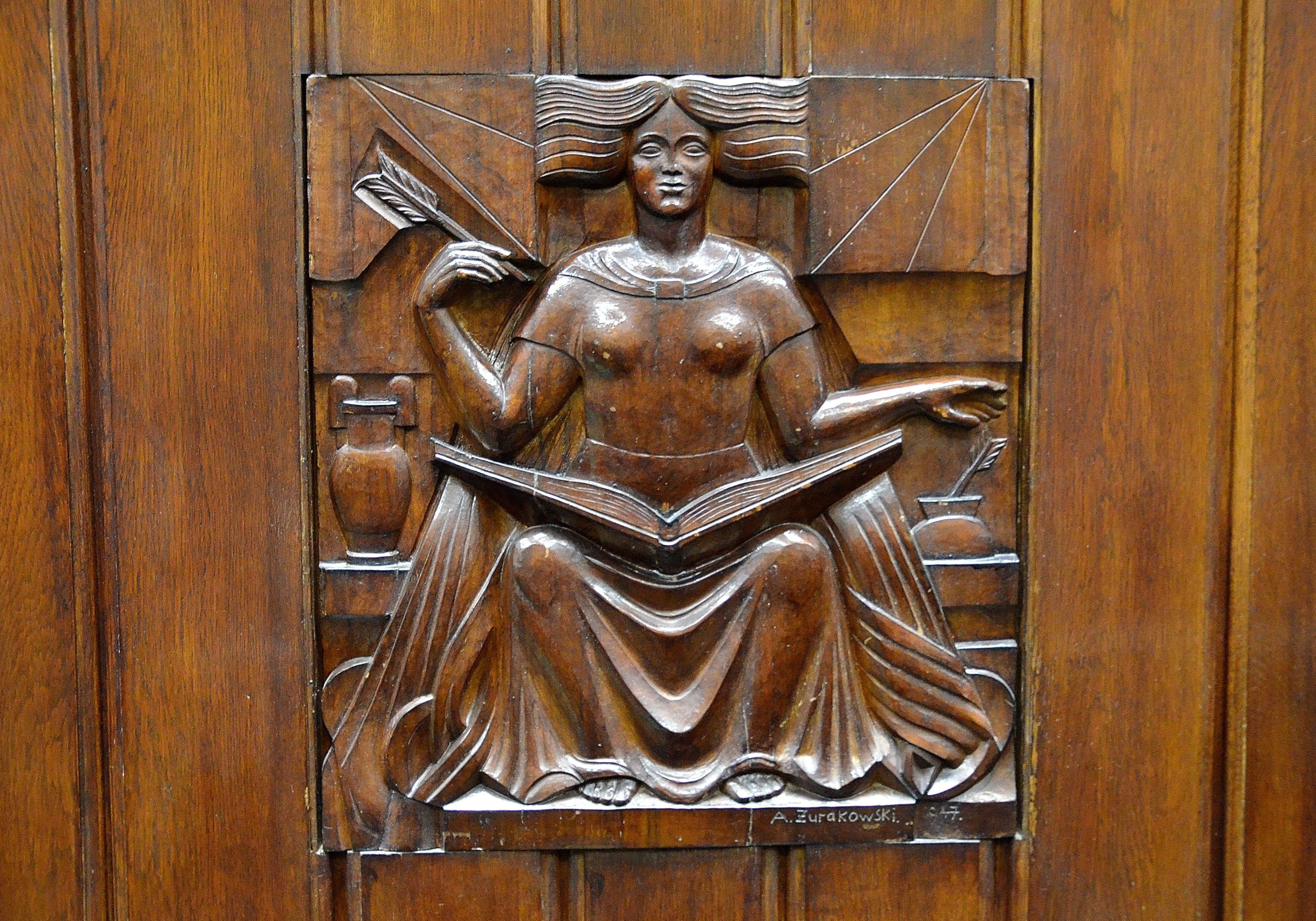
Historia - płaskorzeźba znajdująca się na mównicy
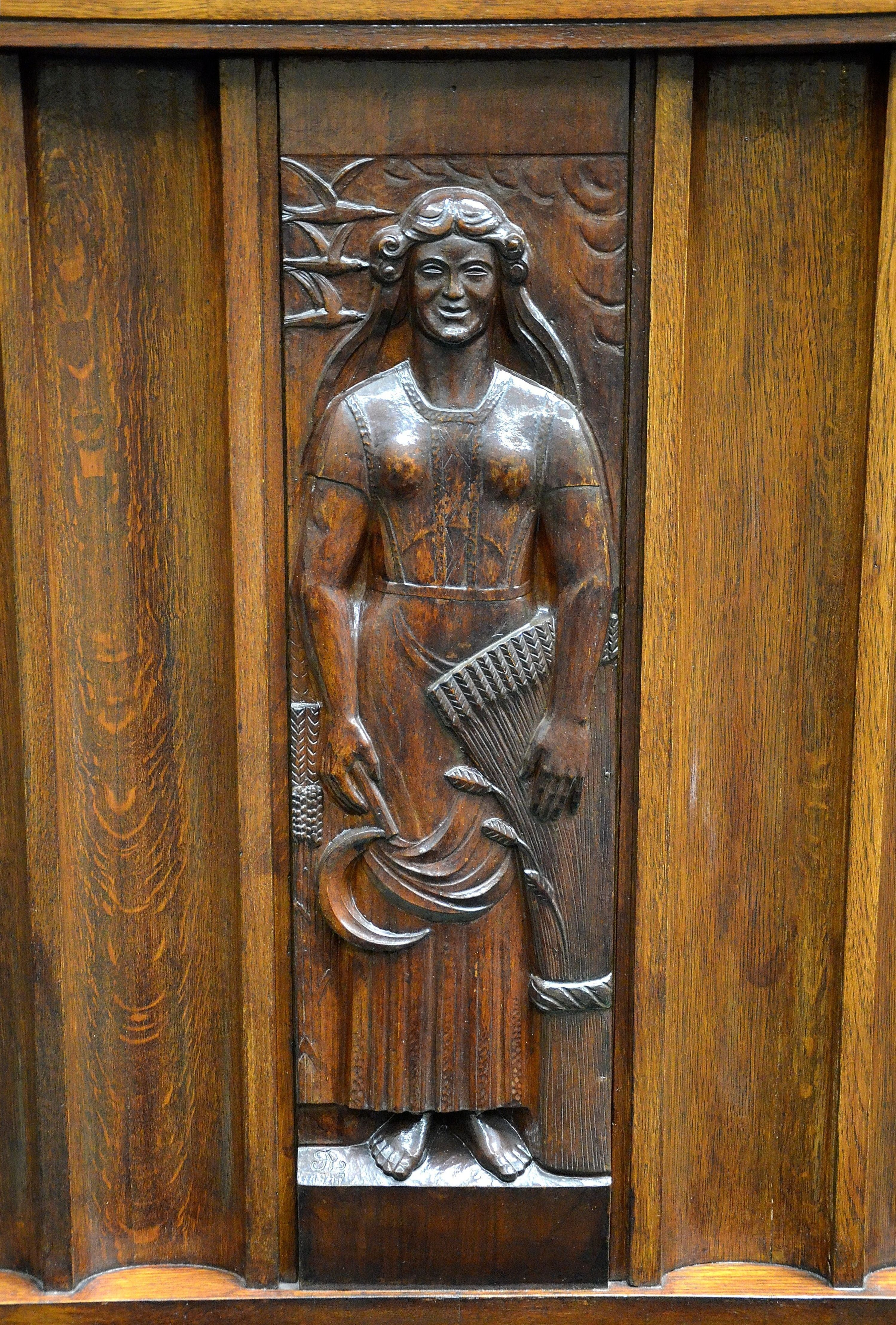
Żniwa - płaskorzeźba znajdująca się na ławie rządowej
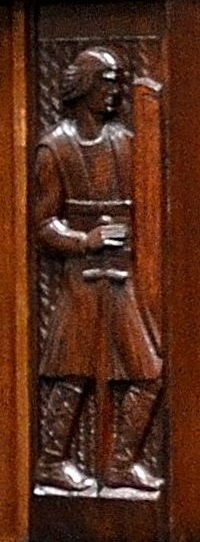
Wojsko - płaskorzeźba znajdująca się na ławie rządowej
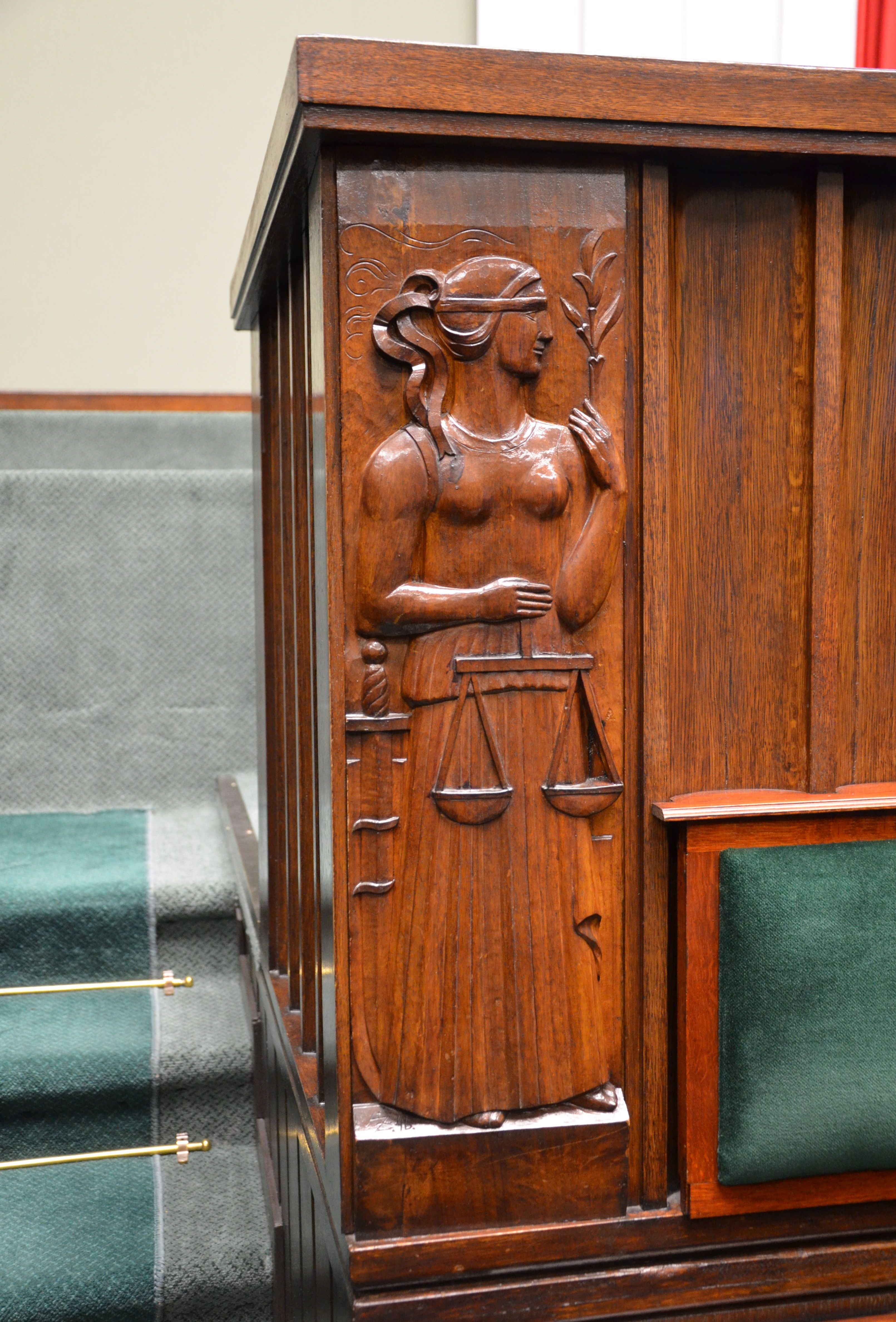
Sprawiedliwość - płaskorzeźba znajdująca się na ławie marszałkowskiej
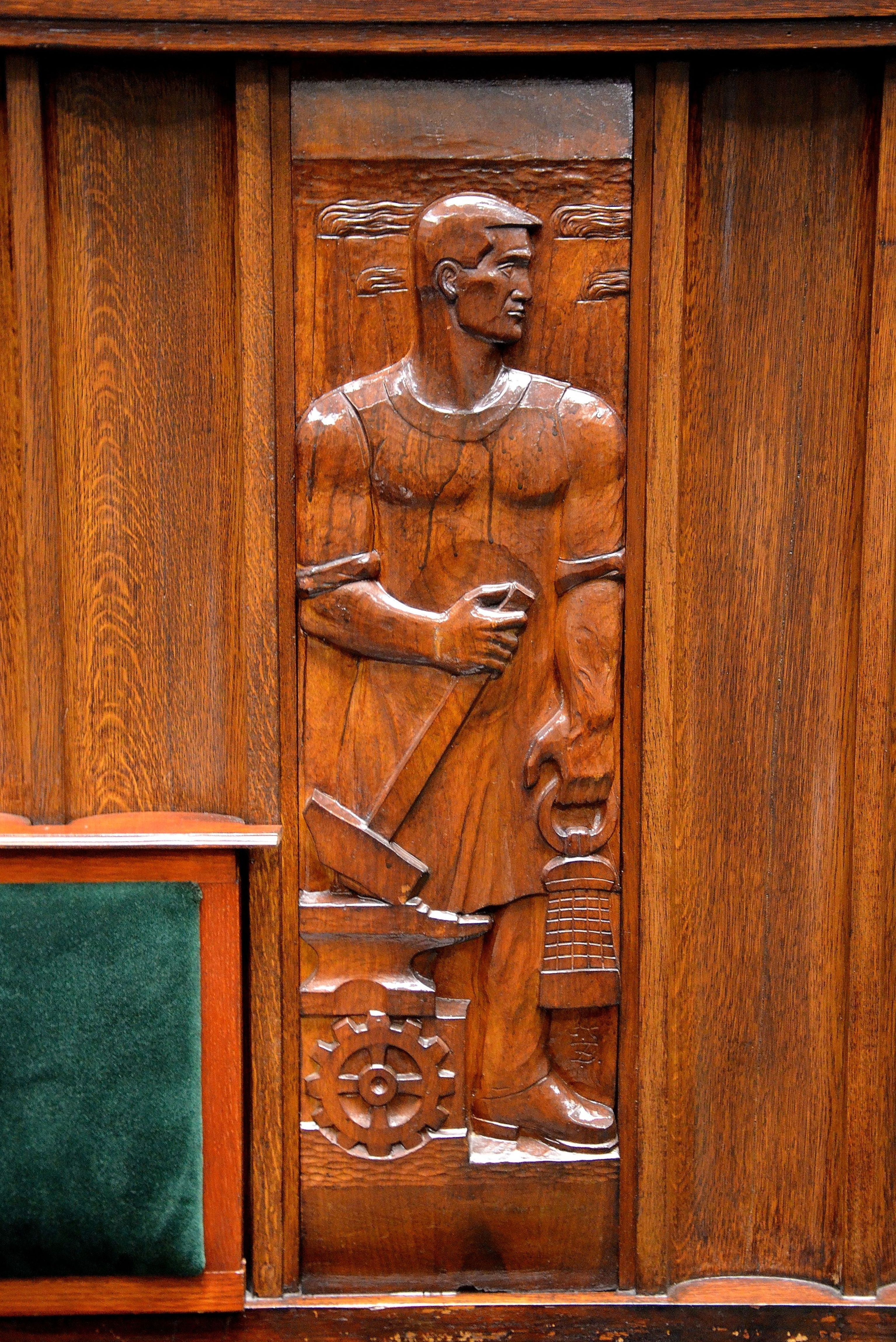
Przemysł - płaskorzeźba znajdująca się na ławie marszałkowskiej
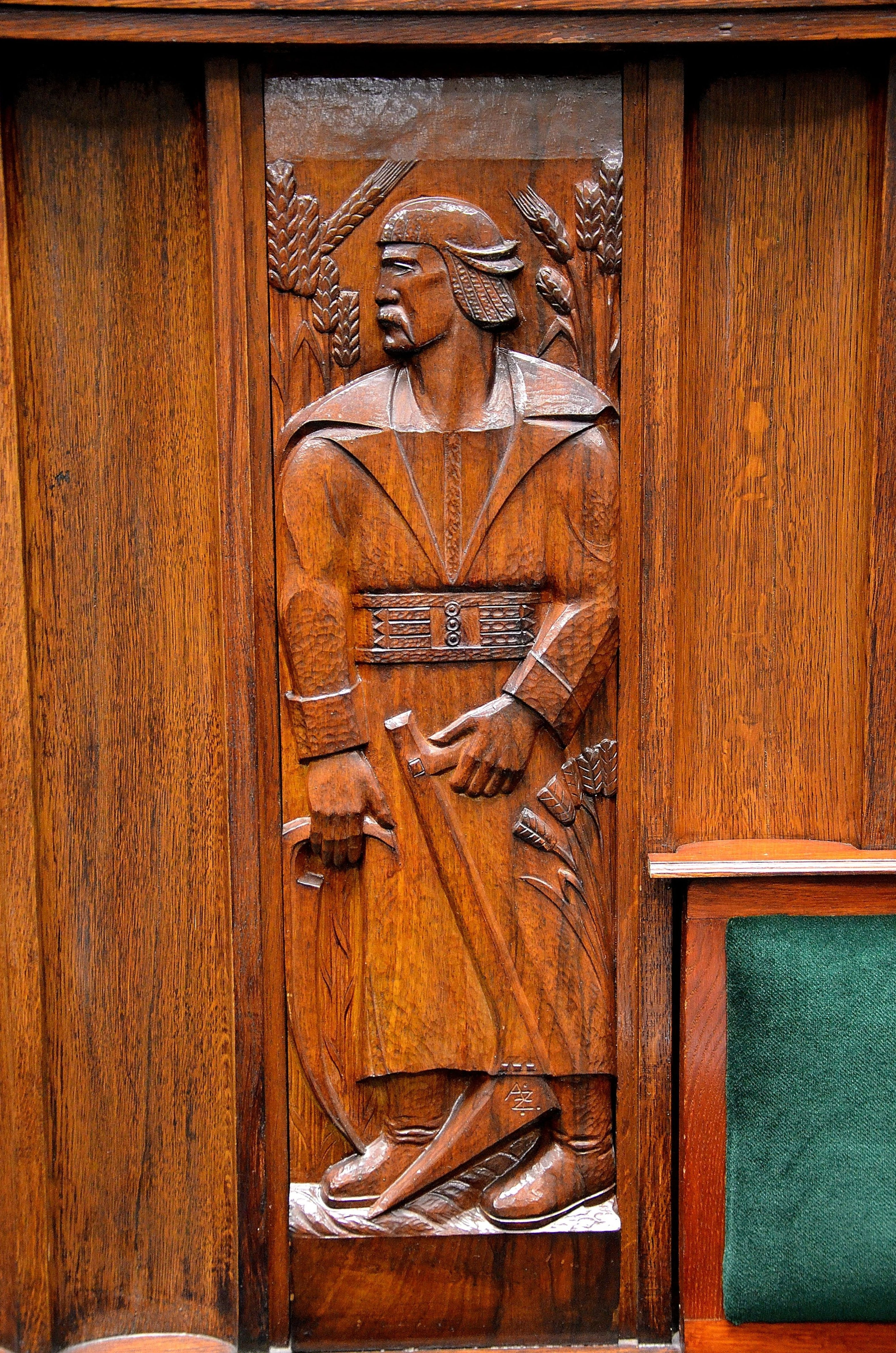
Rolnictwo - płaskorzeźba znajdująca się na ławie marszałkowskiej
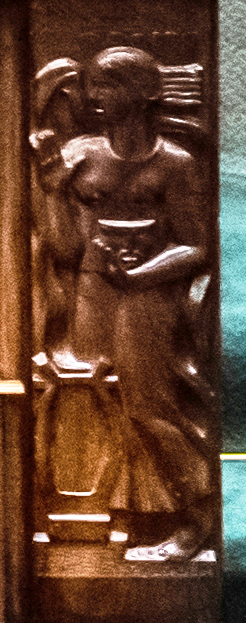
Sztuki Piękne - płaskorzeźba znajdująca się na ławie marszałkowskiej